# 程喜昌
程喜昌（1934年8月—2006年12月17日），男，辽宁海城人，中华人民共和国政治人物，曾任鞍山市人民政府市长，中共鞍山市委书记，鞍山市人大常委会主任，第六届全国人大代表。